# Esther John
Esther John, née Qamar Zia le 14 décembre 1929 en Inde et morte le 2 février 1960 à Chichawatni, est une jeune fille indienne puis pakistanaise, tuée à 30 ans pour sa foi chrétienne et son refus d'un mariage forcé.

## Biographie
Née en Inde, Qamar Zia est scolarisée à 17 ans dans une école chrétienne, où elle découvre la Bible. Impressionnée par le livre d'Isaïe, surtout Isaïe 53, elle décide de se convertir au christianisme et prend le nom d'Esther.
Avec sa famille, elle gagne le Pakistan peu après sa formation en 1947. En 1955, quelques années après sa conversion, elle s'enfuit de chez elle et se cache pour préserver sa foi et éviter un mariage forcé.
Réfugiée à Karachi, Esther John y travaille dans un orphelinat, s'occupe des enfants et étudie la Bible. Son frère ayant retrouvé sa trace, elle part de nouveau, à plusieurs centaines de kilomètres au nord de Sahiwal, au Pendjab. Elle se cache en divers endroits, continue ses études bibliques à Gujranwala, y enseigne, et participe à l'évangélisation des villages proches de Chichawatni.

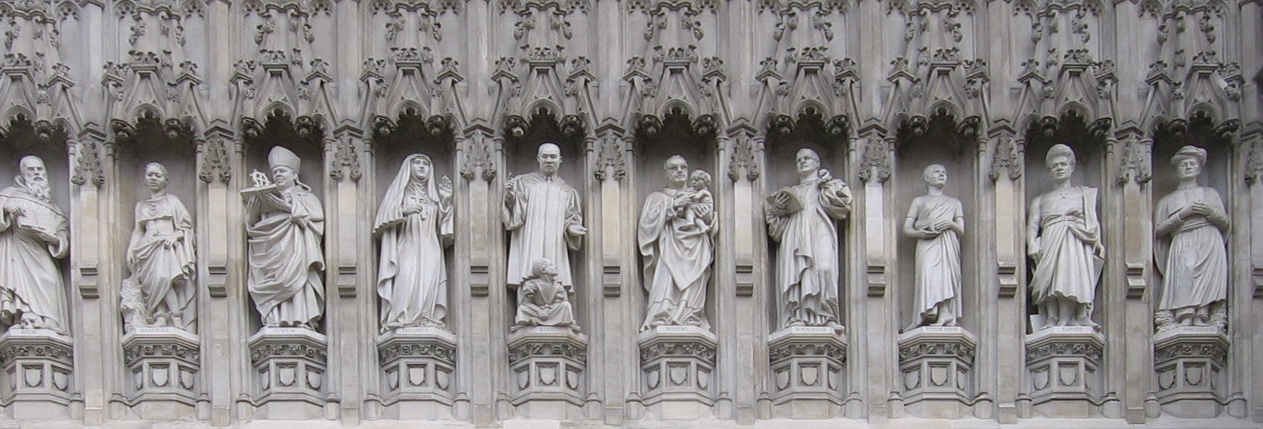
Statue d'Esther John (la troisième en partant de la droite) sur le porche de l'abbaye de Westminster.

Elle est retrouvée morte dans son lit le 2 février 1960, son corps portant la trace des coups mortels. Elle a vraisemblablement été tuée par l'un de ses propres frères, croyant venger ainsi l'honneur de leur famille après sa conversion au christianisme. Après l'enquête de la police, elle est inhumée au cimetière chrétien de Sahiwal.

## Hommages
Esther John est représentée parmi les dix martyrs chrétiens du XXe siècle sur le portail ouest de l'abbaye de Westminster.

## Sources
- (en) Cet article est partiellement ou en totalité issu de l’article de Wikipédia en anglais intitulé « Esther John » (voir la liste des auteurs).